# Stylosanthes hamata
Stylosanthes hamata là một loài thực vật có hoa thuộc họ Đậu. Loài này được (L.) Taub. miêu tả khoa học đầu tiên.